# Marie-Anne de Bourbon-Condé (1697-1741)
 (juin 2024).
Si vous disposez d'ouvrages ou d'articles de référence ou si vous connaissez des sites web de qualité traitant du thème abordé ici, merci de compléter l'article en donnant les références utiles à sa vérifiabilité et en les liant à la section « Notes et références ».
Pour les articles homonymes, voir Marie-Anne de Bourbon (1666-1739) et Marie-Anne de Bourbon-Condé (1678-1718).
Signature
Marie-Anne de Bourbon-Condé, dite Mademoiselle de Clermont, est née dans la journée du 16 octobre 1697 à l'hôtel de Condé et est morte le 11 août 1741 au Petit Luxembourg. Fille de Louis III de Bourbon-Condé, le prince de Condé, et de Louise-Françoise de Bourbon, la fille légitimée du roi Louis XIV, elle est princesse du sang. Elle sera surintendante de la Maison de la Reine pour Marie Leszczynska, l'épouse du roi Louis XV, de 1725 à sa mort en 1741. Elle meurt sans descendance.  

## Biographie

### Enfance
Marie-Anne est la quatrième fille issue de l'union de Louis III de Bourbon-Condé, le sixième prince de Condé, et de Louise-Françoise de Bourbon, la fille légitimée du roi Louis XIV et de la marquise de Montespan. La jeune fille nait à l'hôtel de Condé le 16 octobre 1697 est est baptisée le 29 août 1700. Elle fut nommée en l'honneur de Marie-Anne de Bourbon-Condé, une tante qui fut l'épouse du duc de Vendôme. Marie-Anne serait, selon les rumeurs, le fruit de la liaison de sa mère avec le prince François-Louis de Bourbon-Conti, qu'elle avait alors eut un an avant sa naissance.  
Sa cousine germaine, Marie-Louise-Élisabeth d'Orléans, fut mariée à Charles de France, petit-fils du roi et duc de Berry. De par son mariage, elle devient petite fille de France et disposait alors de sa propre maison. Marie-Anne fut choisie pour être sa dame d'honneur. À la suite de la mort du duc, la duchesse de Berry s'installa au palais du Luxembourg et mena une vie de débauche. Cette image renvoyée poussa alors Marie-Anne à renoncer a ses fonctions auprès de la fille du Régent.  

### Mariage
Marie-Anne épousa secrètement son amant, Louis II de Melun, comte de Saint-Pol, en 1719. Son époux est le fils de Louis de Melun, prince d'Épinoy, et d'Élisabeth-Thérèse de Lorraine, l'amie du Grand Dauphin. Il était alors marié à Armande de La Tour d'Auvergne, morte en couches. Louis II disparut lors d'une partie de chasse au château de Chantilly, demeure ancestrale de son épouse. Il disparait, mortellement blessé par un cerf, et son corps ne sera jamais retrouvé. Marie-Anne ne se remarie jamais. Naturellement désemparée par cette disparition, elle n'a pas d'enfants.  

### Charge
En 1725, Marie-Anne est nommée surintendante de la Maison de la Reine, charge qu'elle obtient grâce à la position de son frère, Louis IV Henri de Bourbon-Condé. Premier ministre de Louis XV, il avait aidé quant à son union avec la princesse polonaise Marie Leszczynska. Quand la mort de sa cousine Louise d'Orléans, morte en couches, survient, Marie-Anne est chargée de se rendre à sa demeure, le château d'Issy, au nom de la souveraine lors de la veillée qui est donnée.   

### Décès

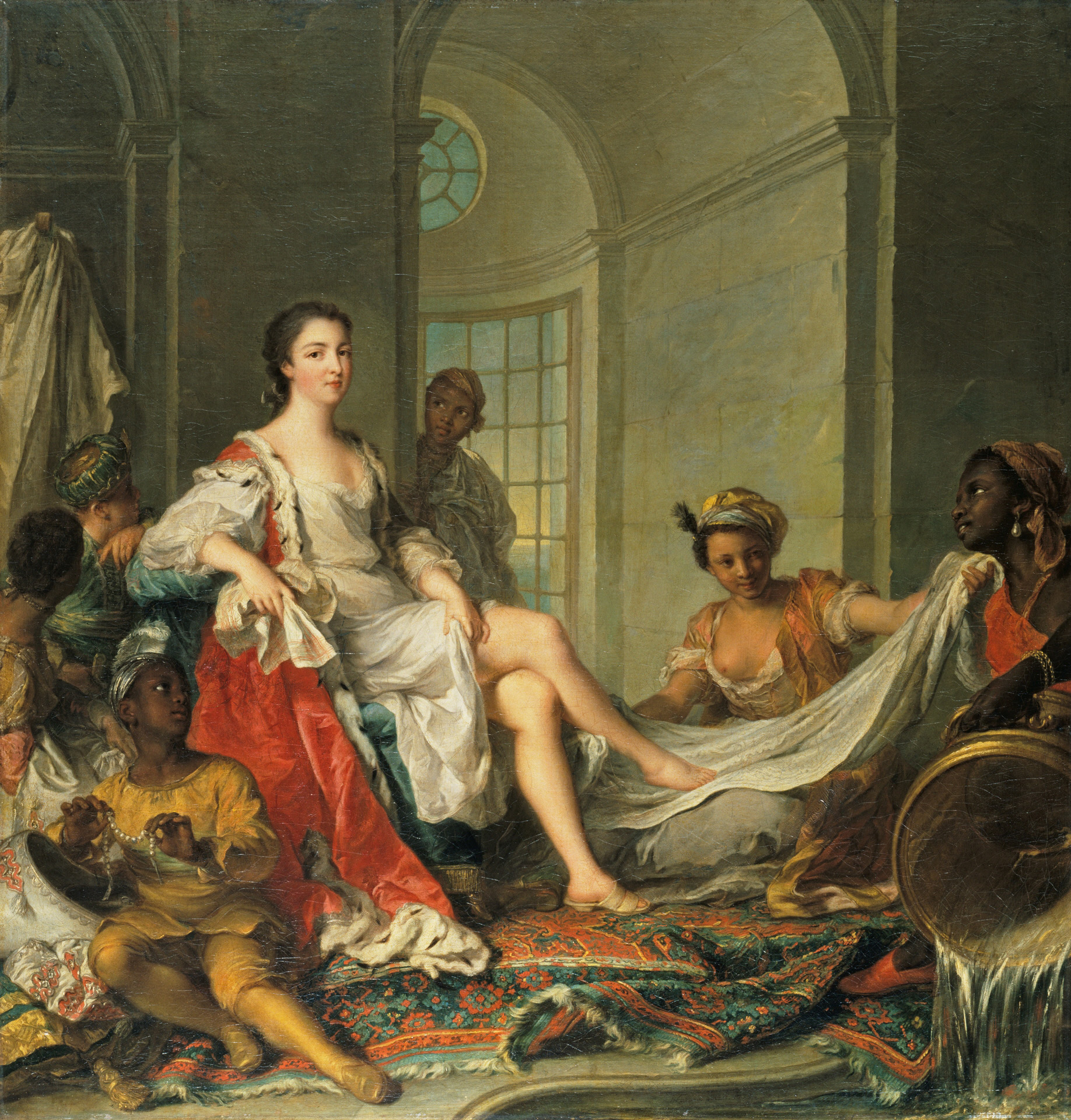
Mademoiselle de Clermont en sultane par Jean-Marc Nattier, 1733.

Marie-Anne occupa sa charge jusqu'à sa mort en 1741. Elle mourut alors d'une inflammation des intestins au Petit Luxembourg. Comme ses sœurs, Louise-Anne de Bourbon-Condé et Élisabeth-Alexandrine de Bourbon-Condé, elle sera inhumée au couvent des Carmélites du faubourg Saint-Jacques, à Paris. Elle commanda à Jean-Marc Nattier un portrait d'elle en sultane, aujourd'hui un exemple célèbre de turquerie, justifiant alors son apparence dénudée. Il fut peint en 1733.  

## Titulature
- 16 octobre 1697 - 11 août 1741 : Son Altesse Sérénissime Mademoiselle de Clermont, princesse du sang de France.